# Armogastes
Armogastes (f. 463), fue un noble romano del siglo V.
Su fiesta es el 29 de marzo.
Arquinimo (Archinimus) y Saturno (Saturus) sufrieron al mismo tiempo, y también fueron perdonados de la muerte.

## Biografía
Armogastes fue descrito en el martirologio romano como un conde (comes). Puede leerse que el texto dice que era superintendente del Teatro de Mascula, pero esta parece una ocupación poco probable para un conde.
Gaiseric (c. 389–477), rey de los vándalos en el norte de África, renunció a la fe ortodoxa cuando era joven y profesaba el arrianismo. Esperaba que todos sus seguidores hicieran lo mismo. Armogastes se negó, incluso después de la tortura, pero Gaiseric no quería convertirlo en un mártir, por lo que fue esclavizado y puesto a trabajar en las minas, luego como pastor de vacas.
Murió alrededor del año 463.

## Versión de los Monjes de Ramsgate
Los monjes de la Abadía de San Agustín, Ramsgate, escribieron:

ARMOGASTES, MASCULAS, ARCHIMINUS y SATURUS (Santos) Mártires (29 de marzo)
(siglo V) Víctimas africanas de la persecución arriana bajo Genserico, rey de los vándalos. Tenemos detalles acerca de ellos de la pluma de Victor Vitensis, un escritor digno de confianza del siglo siguiente. Eran nobles de alta cuna en la Corte Real. Armogastes fue torturado, pero luego lo hicieron languidecer hasta la muerte en la esclavitud "para que los romanos no lo veneraran como un mártir". Los otros dos fueron decapitados alrededor del año 464 d.C.

## Versión de Butler
El hagiógrafo Alban Butler escribió:

Santos Armogastes, Archinimus y Saturus, Mártires

Genserico, el rey arriano de los vándalos, en África, habiendo promulgado, a su regreso de Italia en 457, nuevas leyes penales, y más severas que las que hasta entonces había puesto en vigor contra los católicos, el conde Armogastes, fue en esa ocasión privado de sus honores y dignidades en la corte, y torturado con la mayor crueldad. Pero tan pronto como los carceleros lo ataron con cuerdas, estas se rompieron cuando el mártir levantó los ojos al cielo; y esto sucedió varias veces. Y aunque después lo colgaron de un pie con la cabeza hacia abajo durante un tiempo considerable, el santo no se vio más afectado por este tormento que si hubiera estado todo el tiempo acostado a gusto en un lecho de plumas. Teodorico, el hijo del rey, ordenó entonces que le cortaran la cabeza: pero uno de sus sacerdotes arrianos lo desvió, aconsejándole que tomara otras medidas con él para evitar que sus partidarios lo consideraran un mártir, lo que perjudicaría a la causa opuesta. Por lo tanto, fue enviado a Bizancena para trabajar en las minas; y algún tiempo después, para su mayor desgracia, fue trasladado de allí a las cercanías de Cartago, y se empleó en la crianza de vacas. Pero él consideró como su gloria ser deshonrado delante de los hombres en la causa de Dios. No pasó mucho tiempo antes de que tuviera la revelación de que su fin se acercaba. Así que habiendo predicho el tiempo de su muerte, y dado órdenes a un devoto cristiano sobre el lugar donde deseaba ser sepultado, el santo confesor, pocos días después, fue a recibir las recompensas de los que sufren por la causa de la verdad.
Archinimus, de la ciudad de Mascula, en Numidia, resistió todos los artificios que el rey pudo usar para vencer su fe, y fue condenado a ser decapitado, pero fue indultado mientras estaba bajo el hacha.
Satur, o Saturus, era el amo de la casa de Huneric, por quien fue amenazado con ser privado de su propiedad, bienes, esclavos, esposa e hijos, por su fe. Su propia esposa no omitió nada en su poder para persuadirlo a comprar su perdón a expensas de su conciencia. Pero él valientemente le respondió con las palabras de Job: “Has hablado como una de las mujeres insensatas. Si me quisieras, me darías otro consejo y no me empujarías a una segunda muerte. Que hagan lo peor: Siempre recordaré las palabras de nuestro Señor: Si alguno viene a mí, y no aborrece a su padre y a su madre, a su mujer e hijos, a sus hermanos y hermanas, y también a su propia vida, no puede ser mi discípulo .” Sufrió muchos tormentos, fue despojado de toda su sustancia, se le prohibió aparecer en público y se le redujo a una gran angustia. Pero Dios lo enriqueció con sus gracias y lo llamó a sí mismo.

## Versión de Liguori
Alfonso Maria de' Liguori (1696-1787) escribió en su Storia delle eresie colle loro confutazioni (Historia de las herejías y su refutación),

Genserico luego emitió un decreto, que nadie debería ser admitido en su palacio o en el de su hijo, a menos que fuera arriano, y luego, como nos informa Víctor Vitensis, una persona llamada Armogastes, que estaba en la corte de Teodorico, uno de los hijos de Genserico, se destacó por su constancia en la fe. Teodorico intentó todos los medios para hacerlo apostatar, pero fue en vano; primero le hizo promesas de preferencia; luego lo amenazó, y luego lo sometió a los tormentos más crueles, le tenía la cabeza y las piernas atadas con cuerdas retorcidas con la mayor fuerza posible; luego fue colgado en el aire por una pierna, con la cabeza hacia abajo, y cuando todo esto no pudo quebrantar su constancia, mandó que lo decapitaran. Sin embargo, sabía que Armogastes sería venerado como mártir por los católicos si esta sentencia se ejecutaba, por lo que cambió la sentencia y lo obligó a cavar la tierra y cuidar un rebaño de vacas. Estando Armogastes un día ocupado en este humilde empleo debajo de un árbol, le rogó a un amigo, cristiano de nombre Felix, que lo enterrara después de muerto al pie de aquel árbol; murió pocos días después; y cuando su amigo, en cumplimiento de su pedido, se dispuso a cavar su tumba, encontró en el lugar una tumba de mármol, bellamente acabada, y allí lo enterró. El nombre de San Armogastes está marcado en el Martirologio Romano el 29 de marzo, y con él se conmemora a Archiminus y Saturus, que también sufrieron.